# Georg von Kolmatsch
Georg von Kolmatsch († 1562) war ein thüringisch-hessischer Adeliger und landgräflich-hessischer Verwaltungsbeamter, zunächst ab spätestens 1517 Amtmann zu Landeck und Stiftsmarschall der Abtei Hersfeld und danach von 1533 bis 1549 Statthalter des Landgrafen Philipp I. im sogenannten Land an der Lahn in Marburg.

## Familie
Da sein Sohn bereits im Jahre 1550, und damit vor ihm, verstorben war, erlosch das Geschlecht derer von Kolmatsch in der männlichen Linie mit seinem Tod im Jahre 1562. Er hinterließ seine Witwe Anna geb. von Wangenheim und eine Tochter namens Brigitte. Landgraf Philipp bewilligte den beiden im Januar 1564 ein Gnadengeld aus den bisher Kolmatscher Gütern zu Wommen und Richelsdorf.

## Leben

### Frühe Jahre
Georg von Kolmatsch ist erstmals im Jahre 1506 urkundlich fassbar. Von seinem Vater Burghard (II.) von Kolmatsch hatte er beachtlichen Besitz im hessisch-thüringischen Grenzgebiet bei Eisenach geerbt und am 24. Mai 1506 wurde er als dessen Sohn von Elisabeth von Plesse, Äbtissin des Klosters Kaufungen, mit dem Dorf und Gericht Wommen und dem benachbarten Gut zum Hain belehnt, die die Kolmatsch bereits seit dem 14. Jahrhundert zumindest teilweise als Lehen besaßen.

### Amtmann zu Landeck
Spätestens 1517 war er sowohl Stiftsmarschall der Abtei Hersfeld als auch landgräflich-hessischer Amtmann im Amt Landeck, letzteres wohl auf Grund des 1517 erneuerten Erbschutzvertrags zwischen der Abtei und dem Landgrafen.
1522 verkaufte er das schon 1350 als wüst bezeichnete „Hessenaw“ im Gericht Brandenfels an die Herren Treusch von Buttlar. Mit diesem Geschlecht, mit dem sich die Kolmatsch seit 1500 die Ganerbschaft der Burg Brandenfels teilten, lagen sie schon mindestens seit 1399 im Streit. Dieser Streit wurde endgültig erst im Jahre 1550 beigelegt, als Georg von Kolmatsch seinen Anteil an der Burg mit dem Vorwerk Markershausen den Treusch von Buttlar überließ und im Tausch dafür deren Güter in Wommen erhielt.
Als es 1525 während des Bauernkriegs zu erheblichen Unruhen in der Stadt Hersfeld und ihrem Umland kam, war Georg von Kolmatsch als Stiftsmarschall und Amtmann zu Landeck ein wichtiger Helfer des Landgrafen Philipp bei der Niederschlagung des Aufstands. Zur Deckung seiner dabei entstandenen Kosten annektierte der Landgraf große Teile des Territoriums der Reichsabtei, unter anderem das Landecker Amt. In den Folgejahren war Kolmatsch mehrfach als Gesandter des Landgrafen bei wichtigen Verhandlungen tätig. Im Jahre 1529 war er, weiterhin Amtmann zu Landeck, Beauftragter Philipps bei ersten Verhandlungen zur Bildung des Schmalkaldischen Bunds protestantischer Reichsfürsten. Im März 1530, während Philipp auf dem Reichstag zu Augsburg weilte, waren Kolmatsch und Sigmund von Boyneburg, hessischer Landvogt an der Werra, des Landgrafen Gesandte in Basel bei den Verhandlungen über die Aufnahme des Landgrafen in das schweizerische Burgrecht. Im März 1532 sandte Landgraf Philipp ihn zu Herzog Georg von Sachsen wegen Freigabe der Einkünfte hessischer Klöster aus ihren in Sachsen gelegenen Besitzungen.

### Statthalter an der Lahn
Im Jahre 1533 ernannte Landgraf Philipp ihn zu seinem Statthalter an der Lahn, mit Amtssitz in Marburg. Im Jahr darauf berief er ihn auf einem Landtag am Spieß in den Regentschaftsrat, der im Falle seines Todes beim bevorstehenden Feldzug zur Rückgewinnung des Herzogtums Württemberg für Herzog Ulrich vormundschaftlich für seinen gerade zweijährigen Sohn Wilhelm amtieren sollte. 1535 ließ Kolmatsch die alte, vermutlich schon im 14. Jahrhundert von seinen Vorfahren erbaute Wasserburg an der Einmündung der Nesse in die Werra in Wommen erheblich umbauen und modernisieren. Dabei entstand ein neues, burgartig angelegtes und ausgedehntes Herrenhaus, dessen Renaissance-Portal noch heute erhalten ist. In den Jahren 1536–1540 war er bei der Bekämpfung der Täufer im Oberfürstentum instrumental beteiligt. So hob er im Juli 1540 zwei Täuferversammlungen in Grünberg auf und verhörte im gleichen Monat einen Wiedertäufer in Ulfa.
Am 18. Mai 1539 entfernte Landgraf Philipp persönlich, unter tumultuarischen Umständen, die Reliquien seiner Ahnfrau, der Hl. Elisabeth, aus der Elisabethkirche zu Marburg und befahl Georg von Kolmatsch, diese im Beinhaus auf dem Michelshof mit anderen Gebeinen zu vermischen und dann, um deren kultische Verehrung zu beenden, auf einem Totenacker unauffindbar zu zerstreuen und zu begraben. Kolmatsch missachtete jedoch diese Anweisung und ließ die Gebeine, soweit sie noch vorhanden waren, heimlich auf sein Schloss in Wommen bringen. Dort blieben sie bis 1548. Erst nach der schweren Niederlage der Protestanten im Schmalkaldischen Krieg in der Schlacht bei Mühlberg im April 1547 und den darauf folgenden Friedensverhandlungen, bei denen die Rückgabe der Reliquien eine der Bedingungen für die Freilassung des Landgrafen aus kaiserlicher Gefangenschaft war, gab Kolmatsch die Gebeine am 12. Juli 1548 an den Landkomtur der Deutschordensballei Hessen, Johann von Rehen, zurück. Allerdings waren nur noch relativ geringe Teile der Reliquien vorhanden; der größte Teil war im Laufe der Zeit durch Schenkungen oder Diebstahl abhandengekommen.
Georg von Kolmatsch starb 1562 ohne überlebende männliche Nachkommen. Mit der Reformation war die Lehnsherrschaft über Wommen vom Kloster Kaufungen auf den Landgrafen übergegangen, und die Treusch von Buttlar erhielten Wommen mit dem Schloss im Jahre 1596 als landgräfliches Lehen.